# Zinebi
El Festival Internacional de Cine Documental y Cortometraje de Bilbao - ZINEBI es un festival de cine internacional que se celebra anualmente en Bilbao desde 1959. Premia cortometrajes de ficción, documentales y animación.
Desde 1974, es el único festival internacional de España reconocido por la FIAPF en la categoría de documental y cortometraje. También ha sido acreditado por la Academia de las Artes y las Ciencias Cinematográficas como clasificatorio para los Oscar, para los BAFTA que otorga la industria cinematográfica británica, para los Goyas españoles y, desde 2021, para los Premios del Cine Europeo que concede anualmente la Academia del Cine Europeo.
Organizado por el Teatro Arriaga, el festival cuenta en la actualidad con financiación institucional y patrocinio del Ayuntamiento de Bilbao, a la que se suman la Consejería de Cultura del Gobierno Vasco y el Instituto de Cinematografía y Artes Audiovisuales del Ministerio de Cultura de España.
A lo largo de su historia ha sido dirigido entre otros por Roberto Negro, Ernesto del Rio o Vanessa Fernández Guerra. 
La sección oficial del festival está formada por una competición:
- Concurso Internacional de Cortometraje (animación, ficción y documental).[5]

Además, ZINEBI cuenta con otras secciones no competitivas, entre ellas:
- Beautiful Docs - Panorama de documentales del mundo.
- Bertoko Begiradak - Miradas desde Euskadi, sección dedicada a una amplia selección de la producción de cortometrajes y largometrajes documentales vascos.

También organiza ciclos temáticos y retrospectivas, así como proyecciones especiales en torno a cineastas o temáticas concretas. 
Con el nombre ZINEBI Networking, el festival organiza encuentros con la industria, mesas redondas, talleres, conferencias, performances, encuentros con directores/as y sesiones especiales, por ejemplo proyecciones con música en directo.
ZINEBI concede anualmente al menos un premio honorario de gran prestigio, llamado Mikeldi de Honor, que a lo largo de su historia han recibido personalidades como Barbara Kopple, Ennio Morricone, Richard Lester, los hermanos Jean-Pierre y Luc Dardenne, Liliana Cavani, Hirokazu Koreeda, Marco Bellocchio, Apichatpong Weerasethakul, Claire Simon, Márta Mészáros, Margarethe von Trotta, Agnieszka Holland, Albert Serra, Frederick Wiseman, Laura Poitras o José Luis Alcaine, entre otros.

## Premios
- Gran premio de ZINEBI
- Gran premio del cine vasco
- Gran premio del cine español
- Mikeldi al cortometraje de ficción
- Mikeldi al cortometraje de animación
- Mikeldi al cortometraje documental
- Premio del público EITB
- Premio Jurado Joven EHU
- Premio ZINEBI (H)emen a las miradas feministas
- Premio Cineclub FAS a la mejor dirección
- Premio Unicef[6]